# Ernie Kent
Ernest Kent, detto Ernie (Rockford, 22 gennaio 1955), è un ex cestista e allenatore di pallacanestro statunitense.